# ロヘル・マンリケ
- ロジェール・マンリケ
- ロジャー・マンリケ

ロヘル・アレクサンデル・マンリケ・ラオルカ（Roger Alexander Manríque Laorca, 1999年3月23日 - ）は、ベネズエラ・アラグア州マラカイ出身のサッカー選手。リーガFUTVE・アラグアFC所属。ポジションはDF。

## クラブ経歴
2019年に地元マラカイに本拠地を置くアラグアFCのトップチームに昇格。リーガFUTVE同年シーズンの3月25日のエストゥディアンテス・デ・カラカス戦でプロデビュー。同年シーズンはリーグ戦12試合に出場。2020年2月1日のメトロポリターノスFC戦では、先制点となるプロ初ゴールを決め、3-1の勝利に貢献した。